# Kákabélű az űrben
A Kákabélű az űrben (eredetileg angolul Starvin' Marvin in Space) a South Park című amerikai animációs sorozat 44. része (a 3. évad 13. epizódja). Elsőként 1999. november 17-én sugározták az Egyesült Államokban.
Kákabélű a főszereplő gyerekekkel együtt új otthont próbál keresni az etiópoknak, ám az amerikai kormány emberei és a keresztény hittérítők ezt igyekeznek megakadályozni. Az epizódban számos utalás történik a Csillagok háborúja filmekre, többek között az amerikai színésznő, Sally Struthers rendhagyó megjelenítésén keresztül, aki a filmbéli Jabbára hasonlít.

## Cselekmény
|  | Alább a cselekmény részletei következnek! |

Idegen űrhajó landol Afrikában, a sivatag közepén, de földönkívüli utasát nemsokára megtámadják és felfalják az oroszlánok, a járműre pedig az etióp Kákabélű talál rá. Az űrhajóval hátrahagyja faluját, melyet a keresztény hittérítők már teljesen elfoglaltak és népe számára új otthon keresésére indul. South Parkban a CIA ügynökei, akiknek tudomására jutott az űrhajó balesete, a főszereplő gyerekek (Eric Cartman, Stan Marsh, Kyle Broflovski és Kenny McCormick) nyomára bukkannak és kényszerítik őket arra, hogy minden információt elmondjanak nekik Kákabélűről és annak lehetséges tartózkodási helyéről. Ezután az ügynökök Sally Struthersszel is beszélnek – aki rendszeresen segélyszállítmányokat visz Etiópiába – és a végtelenül falánk Strutherst egy szelet csokival sikeresen ráveszik az együttműködésre.
Kákabélű találkozik a fiúkkal és az űrhajón egy gomb véletlenszerű megnyomásával, egy féregjáraton át a Márklár nevű bolygóra kerülnek. Az ott lakó lények angolul beszélnek, de különös módon minden főnévre a „márklár” szót használják. A gyerekek kérésére a Márklárok készségesen beleegyeznek abba, hogy az etiópok letelepedhessenek az ő kies bolygójukon. A fiúk visszatérnek a Földre és összegyűjtik az etiópokat, de hirtelen megjelennek az ügynökök és lefoglalják az űrhajót. Cartmanék úgy próbálják kijátszani őket, hogy Tom Brokaw újságírónak álcázzák magukat, és noha szinte azonnal lebuknak, az etiópoknak és nekik is sikerül feljutniuk az űrhajó fedélzetre – kivéve Kennynek, aki lemarad és az ügynökök fogságába esik.
A fiúk a Márklár bolygó felé veszik az irányt, de a hittérítők űrjárműve az útjukat állja, mivel ők a Márklárokra is rá akarják kényszeríteni vallásukat. Az események alatt Pat Robertson teleevangelista a „600-as Klub” című tévéműsorban folyamatosan a hívők anyagi támogatását kéri, hogy a hittérítők megsegítésére különféle abszurd, nemlétező fegyvereket és eszközöket vehessenek. Kenny lefagyasztott testéért cserébe Sally Struthers az ügynökök oldalára áll és úgy tűnik, a gyerekek vesztésre állnak, mert a hittérítők egy vonósugárral irányítás alá vonták az űrhajójukat. Ekkor Cartman meggyőzi Sallyt, hogy ő a példaképük, és barátaival hozzá hasonlóan az embereken akarnak segíteni. Ez megérinti Sallyt és elengedi a gyerekeket, akik ismét megnyitnak egy féregjáratot, így az összes űrhajó a Márklár bolygóra kerül. 
A bolygón mindenki egyszerre próbálja kifejteni álláspontját az összezavarodott Márklároknak, de végül Kyle az, aki az ő nyelvükön szólva elmagyarázza nekik a lényeget. Beszéde után a Márklárok hazaküldik a méltatlankodó hittérítőket, az etiópoknak pedig új lakóhelyet biztosítanak. A gyerekek ígéretet tesznek, hogy majd meglátogatják őket („Amikor Jesse Jackson elnök lesz” – teszi hozzá gúnyosan Cartman) és Sally Struthers űrhajóján hazarepülnek.
|  | Itt a vége a cselekmény részletezésének! |

## Fordítás
Ez a szócikk részben vagy egészben  a   Starvin' Marvin in Space című angol Wikipédia-szócikk fordításán alapul.  Az eredeti cikk szerkesztőit annak laptörténete sorolja fel. Ez a jelzés csupán a megfogalmazás eredetét és a szerzői jogokat jelzi, nem szolgál a cikkben szereplő információk forrásmegjelöléseként.